# Château Haut-Bages Libéral
Le château Haut-Bages Libéral, est un domaine viticole de 30 hectares situé à Pauillac en Gironde. Situé en AOC pauillac, il est classé cinquième grand cru dans la classification officielle des vins de Bordeaux de 1855.
Le vignoble est travaillé en bio et en biodynamie depuis 2007 sur certaines parcelles et le domaine a obtenu la certification bio en 2019 et en biodynamie en 2021.

## Histoire du domaine
Dès le début du XVIIIe siècle, la famille Libéral régit le domaine. Courtiers de père en fils, ils vendaient à l’époque la majeure partie de la récolte aux Pays-Bas et en Belgique[réf. nécessaire]. Ils deviennent propriétaires du domaine en 1834. Au fil du temps, ils réunissent les meilleurs terroirs de Pauillac. C’est ainsi que ce cinquième cru classé en 1855 possède aujourd’hui la moitié de son vignoble accolé à celui de château Latour et contre la Gironde, et l’autre moitié derrière Château Pichon-Longueville.
La famille Libéral vend le domaine en 1864 à Antoine de Solminihac, puis change plusieurs fois de propriétaire jusqu'à son rachat en 1960 par la famille Cruse, alors propriétaire de château Pontet-Canet, un autre cinquième cru classé à Pauillac. Les Cruse vont lancer un vaste programme de replantation des vignes.
En 1983, la famille Merlaut-Villars reprend le domaine. Claire Villars dirige aujourd’hui la propriété, de même que le château Ferrière et le château La Gurgue.

## Origine du nom
Le nom du château Haut-Bages Libéral a deux origines. La première est géographique : la moitié du vignoble de la propriété est située sur les hauteurs du lieu-dit « Bages », grand plateau au sud de Pauillac, dominant l’estuaire de la Gironde et dont le sol est composé de graves profondes et de marnes calcaires. La seconde est patronymique : ce sont les premiers propriétaires connus, les Libéral, qui accolèrent leur nom à la désignation topographique.

## Le château
La maison de maître est construite en 1850.

## Vignoble

### Cépages
Le vignoble s'étend sur 29 hectares de vignes, dont 40 % se situent autour de la propriété et le reste sur le plateau de Bages. L'encépagement est composé à 70 % de cabernet sauvignon et à 30 % de merlot, pour un âge moyen des vignes de quarante ans. Les plus vieilles datent des années 1960 et se situent sur la butte à côté du château.

### Terroir
La propriété est composée de deux principaux types de sol :
- 12 hectares situés autour du château, contiguës à Château Latour et à proximité de la Gironde sont sur des sols argilo-calcaires : composés d’argiles légèrement graveleuses sur des roches calcaires parfois affleurantes, les blocs de calcaire apportent beaucoup de minéralité et de la fraîcheur (acidité) au vin et ont un rôle d’éponge qui régule le régime hydrique de la plante en restituant l’eau au cours de toute la période végétative de la vigne et atténue les effets de la sécheresse. C'est un sol très propice au merlot.
- Environ 17 hectares sur le plateau de Bages, composés de graves garonnaises günziennes profondes, complétés de graves, sable et limons. Le sol est également composé de nodules d’argile, en gros blocs. Ces graves formant un sol drainant et chaud sont très favorables au cabernet sauvignon, le cépage roi du Médoc. Sur ce type de sol, la plante a un système racinaire qui s’implante profondément car la vigne ne trouvant pas beaucoup de ressources nutritionnelles dans ce sol maigre, va donc les chercher en profondeur. Il en résulte un meilleur comportement vis-à-vis des sécheresses et des pluies. Les blocs d’argile permettent également une meilleure régulation de l’apport en eau.

## Vins
La culture se fait en mode traditionnel et les vendanges sont réalisées manuellement, avec tris sur la souche puis sur les tables de tri. La fermentation est réalisée dans des cuves en inox et en béton thermorégulées, dont les volumes sont proportionnels au parcellaire. L'élevage est fait durant 16 mois en barriques dont 40 % de barriques neuves.

### Premier vin
Le premier vin est le « Château Haut Bages Libéral ».

### Seconds vins
Le domaine Haut-Bages Libéral produit également trois seconds vins : « La Chapelle de Bages » (environ 80.000 bouteilles par an), « La Fleur de Haut-Bages Libéral » et le « Pauillac de Haut-Bages Libéral ».

### Vin naturel
En 2021, première pour un grand cru classé du Médoc, le château lance un vin naturel, bio et sans sulfites, le Cérès, issu d’une parcelle en agroforesterie et biodynamie.

## Galerie

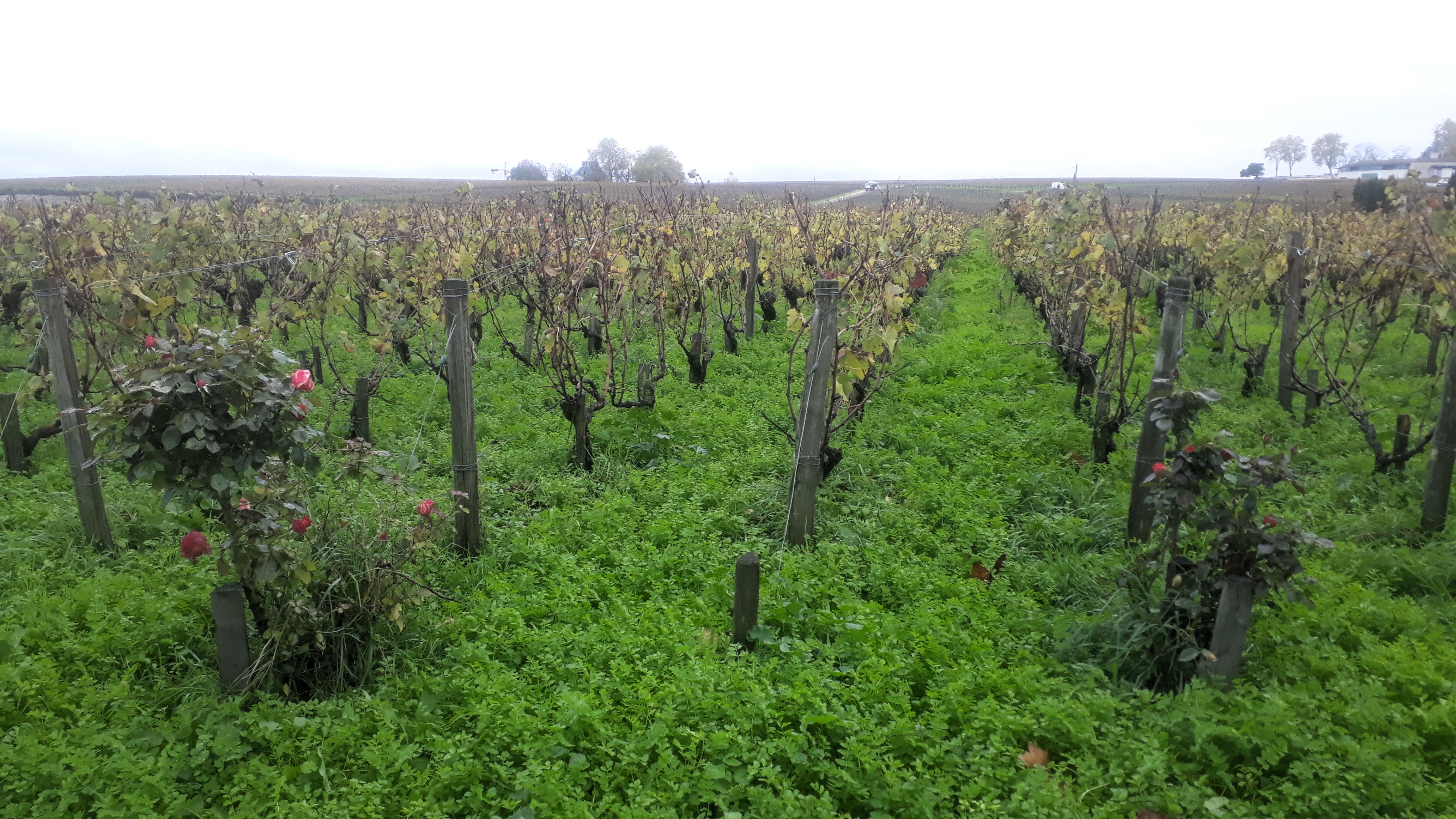
Couvert végétal entre les vignes, en novembre.
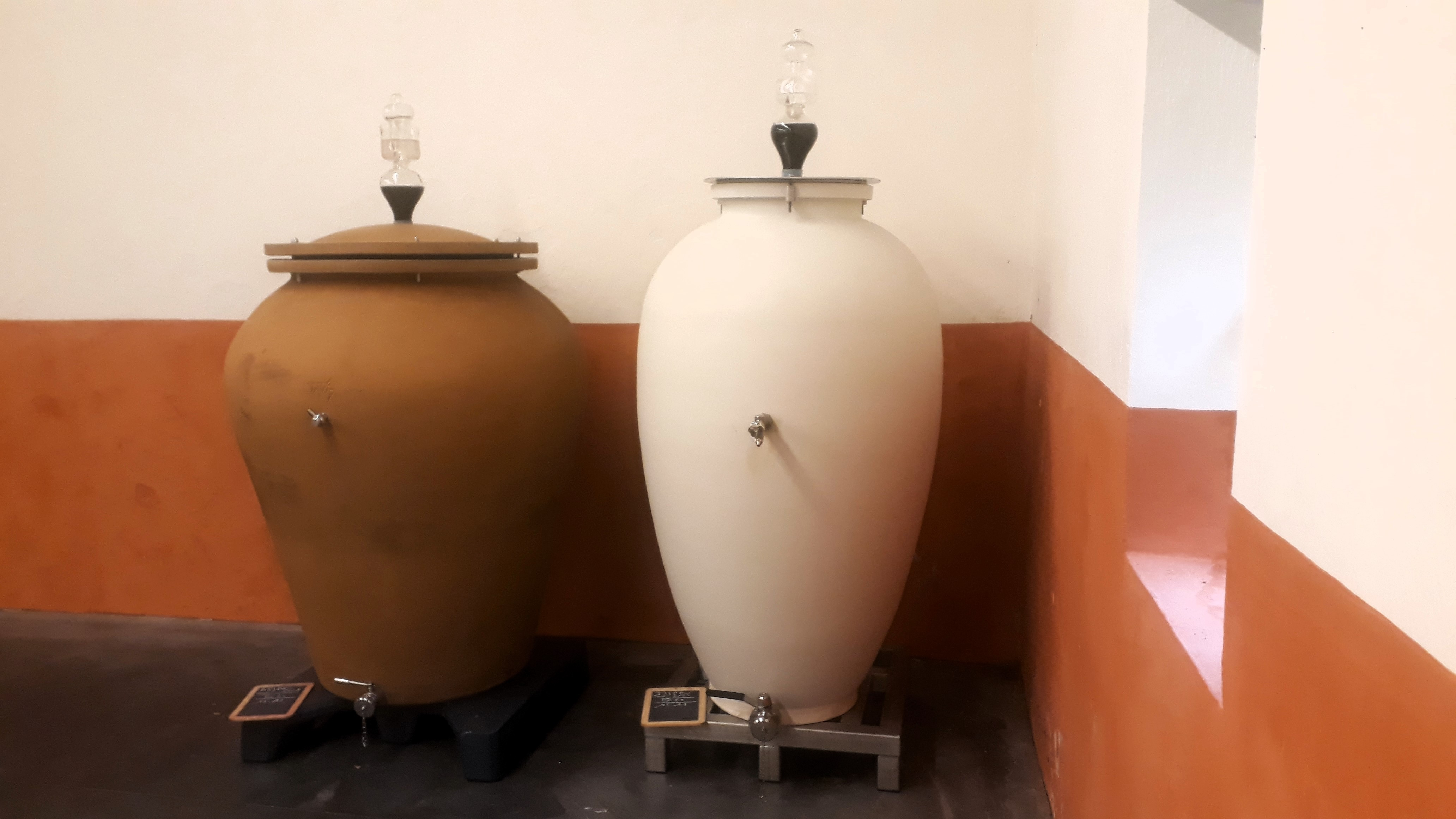
Amphores de vinification, en terre cuite d'Italie et en porcelaine de Limoges.
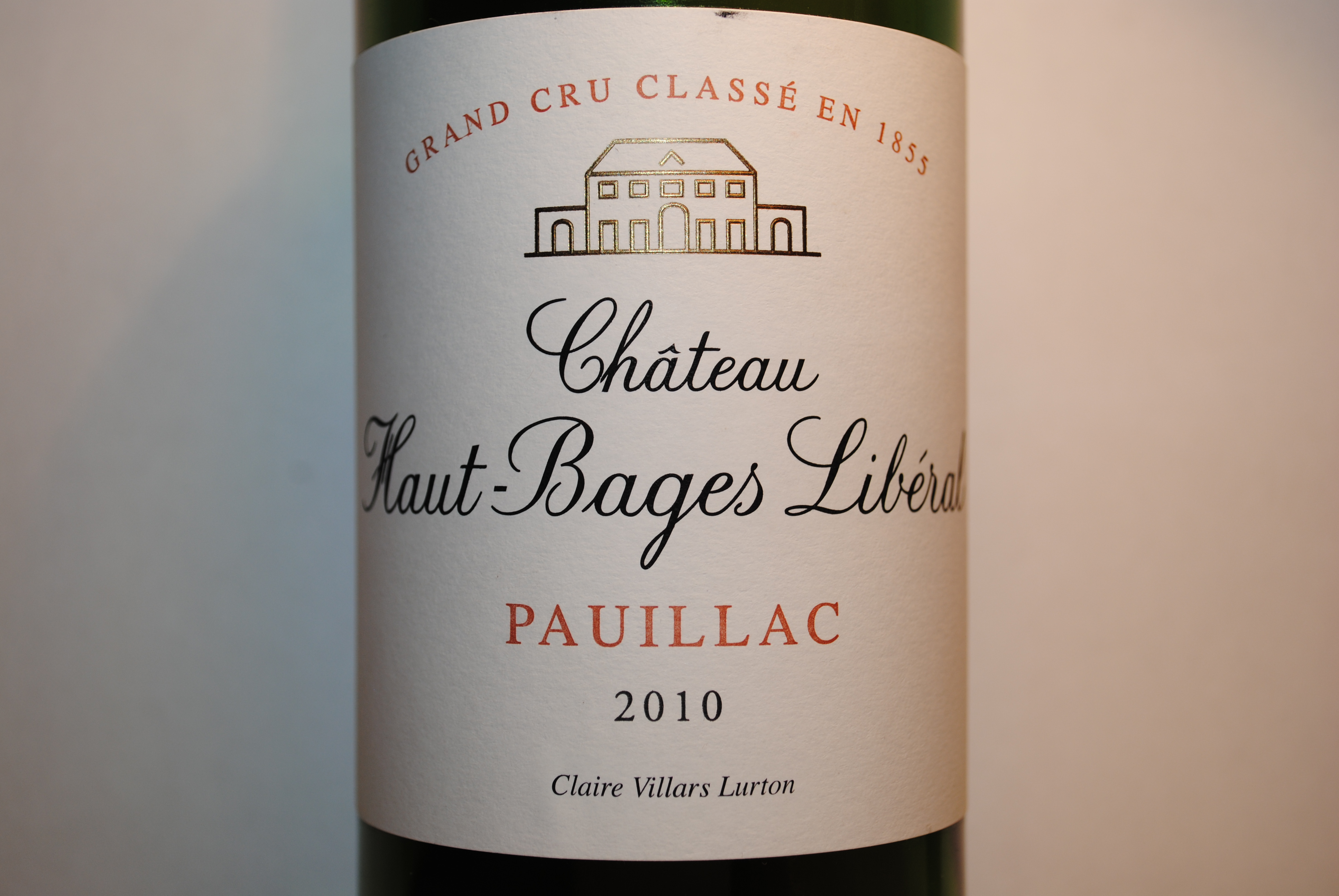
Millésime 2010.